# Julian Baumgartlinger
Julian Baumgartlinger (født 2. januar 1988 i Salzburg, Østrig) er en østrigsk fodboldspiller, der spiller som midtbanespiller i Bundesligaen for Bayer Leverkusen. Han har spillet for klubben siden 2011. Tidligere har han repræsenteret 1860 München og Mainz 05, samt Austria Wien i hjemlandet.

## Landshold
Baumgartlinger har (pr. april 2018) spillet 52 kampe for det østrigske landshold, som han debuterede for den 9. september 2009 i en VM-kvalifikationskamp mod Rumænien. 